# Аллора и Кальсадилья
Аллора и Кальсадилья (англ. Allora & Calzadilla) — творческий дуэт художников Дженнифер Аллора (Jennifer Allora, 1974, Филадельфия, штат Пенсильвания, США) и Гильермо Кальсадилья (Guillermo Calzadilla, 1971, Гавана, Куба).

## Образование
Дженнифер Аллора получила степень бакалавра в Университете Ричмонда в штате Вирджиния (1996 г.) и степень магистра в Массачусетском технологическом институте (2003). Гильермо Кальсадилья учился в Escuela de Artes Plásticas, Сан-Хуан, Пуэрто-Рико (1996) и Bard College (2001).

## Творчество
Аллора и Кальсадилья сотрудничают с 1995 года. Они живут и работают в Пуэрто-Рико, где карибская культура смешана с колониальным наследием и влиянием Соединенных Штатов. Несмотря на тропическое местоположение и красоту окружающего региона, Пуэрто-Рико представляет собой место, где развита тяжелая промышленность, а ряд мелких островов в течение долгого времени использовались США для военных испытаний. Это необычное и противоречивое разнообразие отразилось на темах, которые затрагивают в своем творчестве художники.
Аллора и Кальсадилья подходят к визуальному искусству как серии экспериментов, направленных на изучение таких идей, как авторство, национальность, границы, демократия, глобализм и общество потребления. Их гибридные работы часто являются смесью скульптуры, фотографии, перформанса, звука и видео. Опираясь на исторические, культурные и политические метафоры, художники затрагивают комплексные ассоциации, связанные с объектом и его значением.
Аллора и Кальсадилья создали ряд работ, посвященных критическому анализу того, как власть, милитаризм, война кодируются посредством звука. Работы посвящены различным способам, при помощи которых музыка используется на протяжении истории, а также созданию новых форм музыкального выражения. Этот ряд включает такие произведения как «Clamor» (2006), «Sediments Sentiments (Figures of Speech)» (2007) и «Wake Up» (2006), «Stop, Repair, Prepare: Variations on „Ode to Joy“ for a Prepared Piano» (2008).

### Stop, Repair, Prepare: Variations on «Ode to Joy» for a Prepared Piano
В «Stop, Repair, Prepare: Variations on „Ode to Joy“ for a Prepared Piano» (2008) Дженнифер Аллора и Гильермо Кальсадилья используют музыкальные, скульптурные и перформативные элементы. Несколько пианистов по очереди исполняют фрагмент Симфонии № 9 (1824 г.) Бетховена на рояле, с обратным расположением ножных педалей, просунувшись в дырку в центре инструмента. Задача усложняется, так как положение заставляет их играть, видя клавиатуру наоборот, в то время как установленный на роликах инструмент катится по практически пустой галерее. Аудитория непроизвольно следует за пианистом, который как бы ведет их. Усилия музыкантов не оправдываются — из за дыры в рояле две полные октавы отсутствуют, часть мелодии потеряна. Пустота заменяется стуком пальцев пианиста по клавишам. Как в предыдущих работах, Аллора и Кальсадилья балансируют между звуком и скульптурой, найденными и модифицированными объектами, между статикой и живым действием. Последние сто лет «Ода к радости» ассоциировалась с нацистским режимом, китайской культурной революцией и падением берлинской стены, а сейчас — официальный гимн Европейского союза. Учитывая историю, художники делают видимым разрушительный потенциал произведения.

### Clamor
В «Clamor» (2006 г.) художники исследуют отношения между звуком, музыкой и войной. Большая скульптурная камера, напоминающая бункер и куски горной породы, служит для исполнения музыки, связанной с войной и политическими конфликтами. Для перформанса во время вернисажа и регулярно во время работы выставки, музыканты прячутся внутри работы и, соперничая, играют исторические милитаристские песни, создавая чудовищный калейдоскоп военной музыки, где-то между симфонией и какофонией. Художники заранее записали 40-минутный саундтрек, который также транслировался из Clamor во время выставки. Это музыка времен османской империи, Вьет Конга, Октябрьской революции, современная популярная музыка, использовавшаяся американскими вооруженными силами в Панаме в 1989 г. Произведение представляет исследование природы этих песен в контексте современных войн.

### Returning a Sound
«Returning a Sound» был снят на Вьекесе (Vieques), маленьком острове, прилегающем к Пуэрто-Рико, где на протяжении шестидесяти лет США проводили испытания оружия. Результатом этого стало загрязнение, шум и проблемы со здоровьем у жителей острова. Испытания прекратились в мае 2003 года, фильм был снят в 2004 г. «Returning a Sound» — звуковое эхо ушедшего звукового ландшафта, празднование победы движения гражданского неповиновения и призыв к вниманию к экологии и развитию. С трубой, прикрепленной к выхлопной трубе, мопед пересекает остров, становясь музыкальным инструментом, зависящим от дороги и двигателя. Напоминая звучанием от сирены скорой помощи до экспериментальной джазовой музыки, протагонист акустически отмечает районы острова, где раньше звучали взрывы. В дополнение к рефлексии на тему политической ситуации в Пуэрто-Рико, фильм показывает простоту и силу поэтического образа, который апеллирует к зрителю даже без знания социальной истории.

### Wake Up
«Wake Up» (2007 г.) — звуковая и световая инсталляция, для которой художники попросили трубачей со всего мира, работающих в разных стилях, интерпретировать «Подъем», военный сигнал для солдат. Музыканты интерпретировали и переработали это свидетельство музыкальной истории, добавив новые ассоциации и смыслы, отойдя от милитаристского оригинала, иногда сделав его неузнаваемым.

### Under Discussion
В «Under Discussion» рыбак использует перевернутый стол переговоров как самодельную лодку. Это эксцентричное судно плывет по маршруту вдоль земли, которая является объектом спора. Ножки стола становятся рамой, через которую камера наблюдает пространство воды, неба и полоски земли между ними.

### Amphibious (Login-Logout)
Созерцательное видео Amphibious (Login-Logout) — спокойное наблюдение за ежедневной суетой вдоль течения реки с точки зрения шести черепах, которые расположились на плавающем обломке. Путешествуя вниз по реке с ними, зритель наблюдает сцены вдоль берегов. Утренняя суета пловцов, рыбаков и маленьких лодок сменяется вечерними видами жилых комплексов, индустриальных доков и больших судов.

## Персональные выставки
| - 2009 Museen Haus Lange, Haus Esters, Крефельд - 2009 Stop, Repair, Prepare, Gladstone Gallery, Нью-Йорк - 2008 Kunstverein München, Мюнхен - 2008 stop, repair, prepare, Haus der Kunst, Мюнхен - 2008 Stedelijk Museum Amsterdam, Амстердам - 2007 Sediments, Sentiments (Figures of Speech), San Francisco Art Institute, Сан-Франциско - 2007 Lisson Gallery, Лондон | - 2007 Kunsthalle Zürich, Цюрих - 2007 Clamor — Serpentine Gallery, Лондон - 2007 Wake Up, The Renaissance Society at The University of Chicago, Чикаго - 2007 Whitechapel Art Gallery, Лондон - 2007 Unrealizable Goals, Center for Contemporary Art, Китакюсю - 2006 Clamor, The Moore Space, Майами | - 2006 Land Mark, Пале де Токио, Париж - 2006 Galerie Chantal Crousel, Париж - 2006 SMAK Stedelijk Museum voor Actuele Kunst, Гент - 2006 «Under discussion» y «Amphibious», Museo de Arte de Puerto Rico, Сантурсе - 2004 Ciclonismo, Galerie Chantal Crousel, Париж - 2001 Charcoal Dance Floor — Museo de Arte de Puerto Rico, Сантурсе |

## Публичные коллекции
- SMAK Stedelijk Museum voor Actuele Kunst, Гент
- FRAC — Collection Aquitaine, Бордо
- Centre Pompidou — Musée National d´Art Moderne, Париж
- Museo de Arte de Puerto Rico, Сантурсе
- Tate Britain, Лондон
- Tate Modern, Лондон
- Museum of Contemporary Art Chicago, Чикаго
- Dallas Museum of Art, Даллас
- Philadelphia Museum of Art, Филадельфия